# Склеродерма
Склеродерма (од грчке речи skleros што значи "тврд" и derma што значи "кожа".) је група аутоимуних болести које могу довести до промена на кожи,  или захватита и друге органе (крвне судове, мишиће и унутрашње органе).  Класификован је у два главна облика: локализована склеродерма и системска склероза (ССк), при чему се ова друга састоји од три подгрупе; дифузна кожна склероза, ограничена кожна склероза  и ограничена склероза.
Симптоми могу укључивати подручја задебљане коже, укоченост, осећај умора и слаб доток крви у прсте на рукама или ногама при излагању хладноћи. Један облик стања, резултује и наслагама калцијума, Рејноовим синдромом, проблемима са једњаком, задебљањем коже прстију на рукама и ногама и  проширењем крвних судова.
Узрок је непознат, али може бити последица абнормалног имунолошког одговора. Фактори ризика укључују породичну историју, одређене генетске факторе и изложеност силицијум диоксиду. Основни механизам укључује абнормални раст везивног ткива, за који се верује да је резултат напада сопственог имунолошког система на здрава ткива. 
Дијагноза се заснива на симптомима, поткрепљеним биопсијом коже или тестовима крви. 
Иако лек није познат, лечење може побољшати симптоме. Лекови који се користе укључују кортикостероиде, метотрексат и нестероидне антиинфламаторне лекове (НСАИД).
Исход зависи од обима болести.  Они са локализованом болешћу углавном имају нормалан животни век. Код оних са системском болешћу, очекивани животни век може бити скраћен, а то варира у зависности од подтипа. Смрт је често узрокована плућним, гастроинтестиналним или срчаним компликацијама. 
Отприлике три на 100.000 људи годишње развијају системски облик склеродерме. Стање најчешће почиње у средњим годинама. Жене су чешће погођене него мушкарци.

## Историја
Симптоме склеродерме је први пут описао 1753. Карло Курзио, а затим је добро документовао 1842. године. 

## Класификација
Склеродерму карактерише појава ограничених или дифузних, тврдих, глатких подручја боје слоноваче која су непокретна и која дају изглед скривене коже, а која се јавља и у локализованим и у системским облицима:
| Врсте                    | Подврсте |
| ------------------------ | --- |
| Локализована склеродерма | - Локализована морфеа - Морфеа-лихен склероза и атрофична склероза са преклапањем - Генерализована морфеа - Атрофодерма Пасинија и Пиеринија - Пансклеротична морфеа - Дубока морфеа - Линеарна склеродерма |
| Системска склеродерма    | - Ограничена склеродерма позната као КРЕСТ синдром - Прогресивна системска склероза |

## Етиологија
Склеродермија је врста аутоимуног поремећаја, којим имуни систем грешком напада и оштећује здраво ткиво тела.
Узрок склеродерме је непознат. Накупљање супстанце која се зове колаген у кожи и другим органима доводи до симптома болести.
Болест најчешће погађа људе старости од 30 до 50 година. Жене чешће добијају склеродерму од мушкараца. Неки људи са склеродермом имају историју бораве у окружењу силицијумове прашине и поливинилхлоридом, али за већину болесника фактори ризика су непознати.
Широко распрострањена склеродерма може се јавити са другим аутоимуним болестима, укључујући системски еритематозни лупус и полимиозитис . Ови случајеви се називају недиференцирана болест везивног ткива или синдром преклапања.

## Клиничка слика
Неке врсте склеродерме утичу само на кожу, док друге утичу на цело тело.
- Локализована склеродерма (такође названа морфеа) - погађа само кожу на грудима, стомаку или удовима, али не обично на рукама и лицу. Морфеа се развија споро и ретко се шири у телу или изазива озбиљне проблеме као што је оштећење унутрашњих органа.
- Системска склеродермија, или склероза - може захватити велике површине коже и органа као што су срце, плућа или бубрези. Постоје два главна типа, ограничена болест (КРЕСТ синдром) и дифузна болест.

Кожни симптоми 
- Прст или прсте на ногама који постају плави или бели као одговор на ниске температуре ( Рејноов феномен )
- Укоченост и затегнутост коже прстију, шака, подлактице и лица
- Губитак косе
- Тамнија или светлија боја коже од нормалне
- Мале беле грудвице калцијума испод коже које понекад испуштају белу супстанцу која изгледа као паста за зубе
- Ране (чиреви) на врховима прстију или ногу
- Затегнута кожа лица налик маски
- Телеангиектазије, које су мали, проширени крвни судови видљиви испод површине на лицу или у дну ноктију

Коштани и мишићни симптоми могу укључивати:
- Бол у зглобовима , укоченост и оток, што доводи до губитка покрета. Шаке су често захваћене због фиброзе око ткива и тетива.
- Утрнулост и бол у стопалима.

Плућни симптоми
- Суви кашаљ
- Кратак дах
- Визинг
- Повећан ризик од рака плућа

Дигестивни симптоми
- Потешкоће при гутању
- Рефлукс једњака или жгаравица
- Надимање после јела
- Затвор
- дијареја
- Проблеми са контролом столице

Счани симптоми
- Абнормални срчани ритам
- Течност око срца
- Фиброза у срчаном мишићу, смањење функције срца

Бубрежни и генитоуринарни симптоми
- Развој бубрежне инсуфицијенције
- Еректилна дисфункција код мушкараца
- Сувоћа вагине код жена

## Прогноза
Код неких пацијената, симптоми се брзо развијају првих неколико година и настављају да се погоршавају. Међутим, код већине болест се постепено погоршава. Пацијенти  који имају само кожне симптоме имају бољу прогнозу. 
Распрострањена (системска) склеродерма може довести до.
- Отказивање срца
- Стварања ожиљака на плућима (плућна фиброза)
- Висок крвни притисак у плућима ( плућна хипертензија)
- Отказивање бубрега (бубрежна склеродерма)
- Проблеми са апсорпцијом хранљивих материја из хране
- Рак